# Perské umění

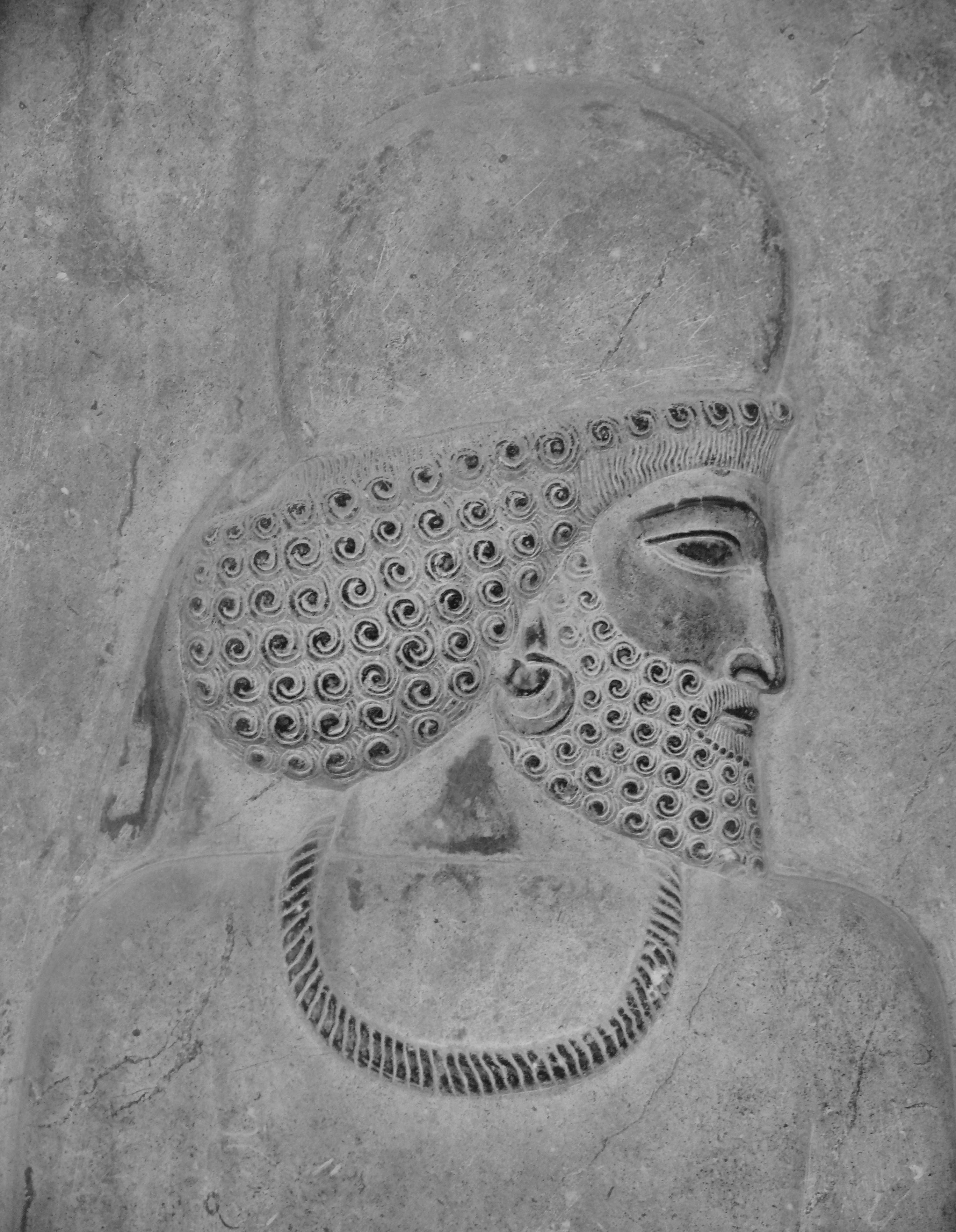
Médský muž v Persepoli

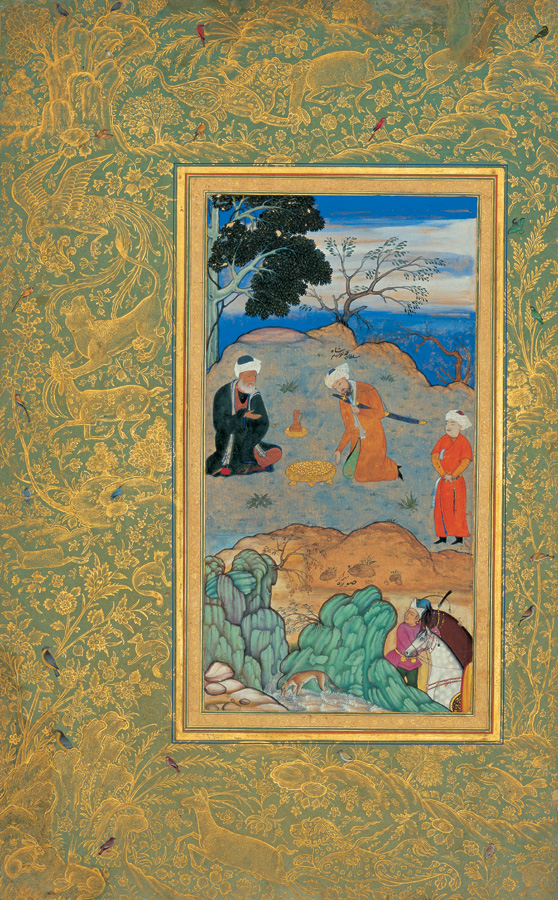
Zdobné okraje maleb byly považovány za integrální část uměleckého díla. Ukázka z první poloviny 16. stol.

Perská kulturní oblast zaujímá území dnešního Íránu, Arménie, Turecka, Afghánistánu, Tádžikistánu, Ázerbájdžánu a Uzbekistánu a je kolébkou jedné z nejbohatších kultur ve světových dějinách. Významnými složkami této kultury jsou architektura, malířství, tkaní koberců, hrnčířství, kaligrafie, kovotepectví a sochařství.

## Perské miniatury
Perské miniatury jsou miniaturní malby na papíře. Buď mají formu knižní ilustrace, nebo se uchovávají v albech zhotovených speciálně k tomuto účelu. Techniky provedení se podobají technikám rozšířeným v západní a byzantské tradici miniatur. Ačkoli malby na zdech jsou v perské kulturní oblasti právě tak rozšířené, miniatur bylo zachováno více. Jsou také nejvíce známou formou perského výtvarného umění v západním světě a mnohé z historicky nejvýznamnějších miniatur se v současnosti nachází v muzeích v Turecku a v západním světě.
Malování miniatur se vyvíjelo jako samostatná odnož výtvarného umění od 13. století, vrcholným obdobím pak bylo 15. a 16. století. Pozdější díla jsou ovlivněna západním uměním, tradice ovšem pokračuje dodnes. Perské miniatury do značné míry ovlivnily tradici malování miniatur v ostatních muslimských zemích: vliv měly především na otomanské miniatury dnešního Turecka nebo mughalské miniatury na Indickém subkontinentu.
I přes vliv islámských tradic si perské umění uchovalo distinktivní charakter – z perských miniatur se nikdy zcela nevytratila lidská figura. Jedním z hlavních důvodů bylo především to, že miniatura má formu soukromého uměleckého předmětu a její majitel si může vybrat, komu ji ukáže. Miniatura jako forma si tedy mohla uchovat vyšší úroveň tematické svobody než mnohá veřejná umělecká díla. Korán ani další výhradně náboženská díla nikdy takto ilustrovány nejsou, ačkoli některá historická i jiná literární díla mohou obsahovat ilustrace zachycující náboženské výjevy.

## Tkaní koberců

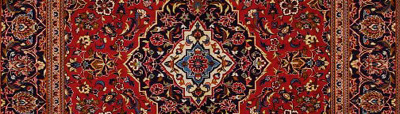
Ukázka detailu ručně tkaného perského koberce

Umělecké tkaní koberců v Íránů má počátky v dobách Perské říše a je nedílnou součástí perské kultury. Tkalci vytváří elegantní vzory v široké škále barev. Perské koberce se podobají perským zahradám – jsou plné květů, ptáků a jiných živočichů.
Barviva se nejčastěji vyrábí z divoce rostoucích květin, častými barvami jsou vínová, tmavomodrá a různé odstíny béžové. Tkanivo se pro změkčení často máchá v čaji, čímž je dosaženo unikátní kvality. Vzory a barvy se liší podle toho, kde je koberec vyroben. V tomto oboru pracuje zhruba dva miliony Íránců, z toho 1,2 milionu jsou tkalci, kteří vyrábí koberce pro domácí i mezinárodní trh. Írán je největším výrobcem uměleckých tkaných koberců na světě. V roce 2008 dosáhla hodnota vyvážených koberců 420 milionů amerických dolarů, což na světovém trhu s koberci odpovídá zhruba 30% obratu.

## Kaligrafie
Perská kaligrafie je umění krasopisného zaznamenávání perského jazyka. V Íránu má dlouhou tradici, která sahá až do předislámského období. Také v zoroastrismu byl krasopis vždy vysoce ceněn. Kaligrafické písmo je typické pro Korán, ale také pro díla slavných perských básníků. Používá se ke zdobení budov, nábytku i keramiky.

## Architektura

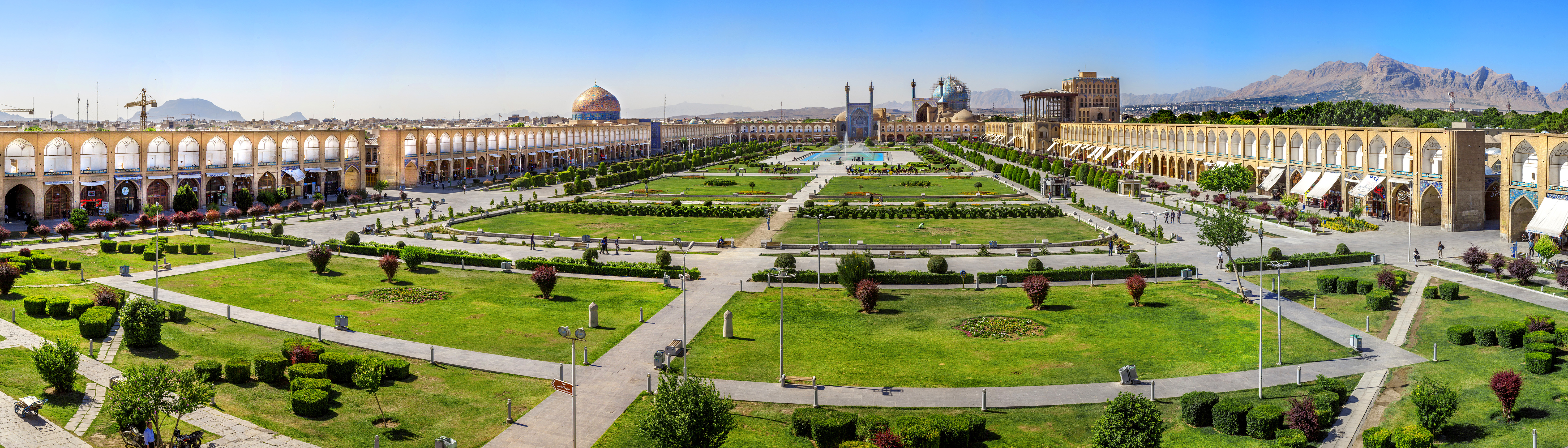
Náměstí Nakš-e džahán v Isfahánu je typickou ukázkou perské architektury 16. století

Perská architektura vychází z tradice trvající nepřetržitě přibližně od 5000 př. n. l. dodnes, vyvíjející se na rozlehlém území mezi Kavkazem a Zanzibarem, mezi Sýrií a severní Indií, sahající až k hranicím s Čínou, . Počítají se sem například typická rolnická přístřeší, čajovny, zahradní pavilony, mešity. Patří sem ale také „jedny z nejvelkolepějších staveb světa“.
Perská architektura se vyznačuje značnou strukturní i estetickou rozmanitostí. Vyvíjela se postupně s ohledem na předchozí tradice. Přestože náhlé inovace pro ni nejsou nijak typické, i přes opakované invaze cizích kultur a následné kulturní tlaky dosáhla perská architektura „individuality odlišující ji od ostatních muslimských zemí“. Typickým příkladem jednoho z vrcholů perské architektury je náměstí Nakš-e džahán v Isfahánu.

## Perské zahrady

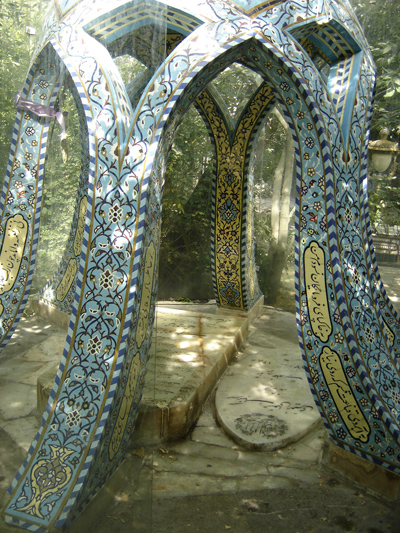
V Íránu najdete mnohé hrobky básníků či hudebníků, často umístěné právě v typických perských zahradách.

Tradice perských zahrad pravděpodobně sahá až do období 4000 př. n. l. Jedním z nejvýznamnějších strukturních prvků je využití slunečního světla. Architekti záměrně vybírají textury a tvary, které efekty slunečního světla umožňují. Vzhledem k horkému podnebí Íránu jsou dalšími nezbytnými elementy perských zahrad voda a dostatek stínu, který poskytují jak koruny stromů, tak pavilony. Pravděpodobně nejslavnější ukázkou je Tádž Mahal v indické Ágře.